# Championnat d'Autriche féminin de football 2020-2021
Navigation
Édition précédente Édition suivante
La saison 2020-2021 du Championnat d'Autriche féminin de football (Österreichische Fußball-Frauenmeisterschaft) est la quarante-neuvième saison du championnat. La saison 2019-2020 a été abandonnée en raison de la pandémie de Covid-19. Le SKN St. Pölten Frauen reste donc le champion en titre.

## Organisation
La compétition se déroule en mode championnat, chaque équipe joue deux fois contre chaque équipe adverse participante, une fois à domicile et une fois à l'extérieur.

## Participants
Ce tableau présente les dix équipes qualifiées pour disputer le championnat 2020-2021. On y trouve le nom des clubs, le nom des entraîneurs et leur nationalité, la date de création du club, l'année de la dernière montée au sein de l'élite, le nom des stades ainsi que la capacité de ces derniers.
| \| SKN St. Pölten Frauen Austria/Landhaus Graz SV Neulengbach FC Bergheim FFC Vorderland SV Horn SKV Altenmarkt FC Südburgenland Wacker Innsbruck \| Localisation des clubs engagés dans le championnat. |
| SKN St. Pölten Frauen Austria/Landhaus Graz SV Neulengbach FC Bergheim FFC Vorderland SV Horn SKV Altenmarkt FC Südburgenland Wacker Innsbruck                                                           |

| Nom du club                    | Entraîneur          | Date de création | Dernière montée | Stade                      | Capacité |
| ------------------------------ | ------------------- | ---------------- | --------------- | -------------------------- | -------- |
| SKV Altenmarkt                 | Kurt Hoffer         | 2004             | 2012            | Sportplatz, Altenmarkt     |          |
| FC Bergheim                    | Josef Bauer         | 2014             | 2016            | Sportplatz, Bergheim       | 300      |
| SV Horn                        | Karlheinz Piringer  | 1994             | 2019            | Sparkasse Horn Arena       | 3 500    |
| SG Austria Vienne/USC Landhaus | Andreas Janota      | 1968             | 1982            | Sportplatz Jochbergengasse |          |
| SV Neulengbach                 | Maria Gstöttner     | 1992             | 1997            | Wienerwaldstadion          | 3 000    |
| SKN St. Pölten Frauen          | Maria Wolf          | 2016             | 2016            | NV Arena                   | 8 000    |
| SK Sturm Graz                  | Markus Hiden        | 2011             | 2013            | Sportplatz SC Matzen       |          |
| FC Südburgenland               | Csaba Mitterstiller | 2002             | 2013            | Sportplatz, Olbendorf      | 500      |
| FFC Vorderland                 | Jessica Thies       | 2012             | 2017            | Sportplatz an der Ratz     | 800      |
| FC Wacker Innsbruck            | Benjamin Stolte     | 2006             | 2018            | Tivoli W1                  | 700      |

## Compétition

### Classement
| Rang | Équipe                         | Pts | J  | G  | N | P  | Bp | Bc | Diff |
| ---- | ------------------------------ | --- | -- | -- | - | -- | -- | -- | ---- |
| 1    | SKN St. Pölten Frauen T        | 54  | 18 | 18 | 0 | 0  | 92 | 8  | +84  |
| 2    | SG Austria Vienne/USC Landhaus | 41  | 18 | 13 | 2 | 3  | 47 | 19 | +28  |
| 3    | SK Sturm Graz                  | 40  | 18 | 13 | 1 | 4  | 57 | 16 | +41  |
| 4    | SV Neulengbach                 | 31  | 18 | 9  | 4 | 5  | 57 | 24 | +33  |
| 5    | FFC Vorderland                 | 20  | 18 | 5  | 5 | 8  | 17 | 40 | -23  |
| 6    | FC Bergheim                    | 19  | 18 | 5  | 4 | 9  | 28 | 42 | -14  |
| 7    | FC Wacker Innsbruck            | 16  | 18 | 5  | 1 | 12 | 25 | 52 | -27  |
| 8    | FC Südburgenland               | 13  | 18 | 3  | 4 | 11 | 16 | 58 | -42  |
| 9    | SKV Altenmarkt                 | 13  | 18 | 4  | 1 | 13 | 15 | 53 | -38  |
| 10   | SV Horn                        | 11  | 18 | 3  | 2 | 13 | 13 | 55 | -42  |

| Légende : Qualifications et relégations | Légende : Qualifications et relégations                                      |
| --------------------------------------- | ---------------------------------------------------------------------------- |
|                                         | Ligue des champions féminine de l'UEFA 2021-2022                             |
|                                         | Relégué en deuxième division                                                 |
|                                         | T : Tenant du titre P : Promu C : Vainqueur de la Coupe d'Autriche 2020-2021 |

### Meilleures buteuses
| Rg                 | Joueuse             | Club                           | Buts |
| ------------------ | ------------------- | ------------------------------ | ---- |
| Médaille d'or      | Lisa Kolb           | SV Neulengbach                 | 19   |
| Médaille d'argent  | Karina Bauer        | SG Austria Vienne/USC Landhaus | 15   |
| Médaille de bronze | Stefanie Enzinger   | SKN St. Pölten Frauen          | 14   |
| Médaille de bronze | Katja Wienerroither | SK Sturm Graz                  | 14   |
| 5.                 | Laura Krumböck      | SG Austria Vienne/USC Landhaus | 12   |
| 6.                 | Nina Predanič       | SK Sturm Graz                  | 11   |

## Bilan de la saison
| Championnat d'Autriche féminin de football 2020-2021   |                                  |
| Champion                                               | SKN St. Pölten Frauen (6e titre) |
| Dauphin                                                | SG Austria Vienne/USC Landhaus   |
| Coupes et trophées                                     |                                  |
| Vainqueur de la Coupe d'Autriche 2020-2021             | compétition annulée              |
| Qualifications continentales                           |                                  |
| Ligue des champions féminine de l'UEFA 2021-2022       | SKN St. Pölten Frauen            |
| Promotions et relégations                              |                                  |
| Promus en Championnat d'Autriche féminin de football   | First Vienna FC                  |
| Relégués en Championnat d'Autriche féminin de football | SV Horn                          |